# De luierfabriek
De luierfabriek is het 116e stripalbum uit de stripreeks van De avonturen van Urbanus en verscheen als stripalbum in België. Het stripverhaal kwam van de hand van Willy Linthout.
"De luierfabriek" is een strip waarin de familie Urbanus nieuwe buren krijgen: een gigantische luierfabriek! Omdat de werknemers 100 luiers in één doos stoppen, gebruiken ze een enorme stamper. Die maakt de hele tijd een "DOEF!"-geluid waardoor er een aardbeving ontstaat in Urbanus' huis. Maar dan vangt Urbanus de engel Cupido en komt op een plannetje om te zorgen dat de mensen de luierfabriek niet meer nodig hebben...

## Achtergronden bij het verhaal
- Cupido, de engel die de mensen verliefd maakt, verschijnt in deze strip.